# جون بالمر
جون بالمر (بالإنجليزية: John Palmer) (و. 1785 – 1840 م) هو سياسي، ومحامي، وقاضي، وضابط، من الولايات المتحدة الأمريكية، كان عضوًا في الحزب الديمقراطي الأمريكي، توفي في سان بارتليمي، عن عمر يناهز 55 عاماً.

## مناصب
تولى منصب عضو مجلس النواب الأمريكي.

## التعليم
تعلم في كلية ويليامز.